# Brachymenium eurychelium
Brachymenium eurychelium là một loài rêu trong họ Bryaceae. Loài này được Besch. mô tả khoa học đầu tiên năm 1880.